# NGC 2346
NGC 2346 is een planetaire nevel in het sterrenbeeld Eenhoorn. Het hemelobject werd op 5 maart 1790 ontdekt door de Duits-Britse astronoom William Herschel.
NGC 2346 is vrij gemakkelijk op te sporen daar het zich op iets minder dan een graad ten zuidwesten van het opvallende sterrenkoppel 21 en 22 (δ) Monocerotis bevindt. Deze twee sterren maken deel uit van het asterisme Stratton 1 (Star Gun).

## Synoniemen
- PK 215+3.1
- CS=11.2